# Fritillaria glauca
Fritillaria glauca är en liljeväxtart som beskrevs av Edward Lee Greene. Fritillaria glauca ingår i Klockliljesläktet och i familjen liljeväxter. Inga underarter finns listade.